# Okres Końskie
Okres Końskie (polsky Powiat konecki) je okres v polském Svatokřížském vojvodství. Rozlohu má 1140 km² a v roce 2021 zde žilo 75 398 obyvatel. Sídlem správy okresu je město Końskie.

## Gminy
Městsko-vesnické:
- Gowarczów
- Końskie
- Radoszyce
- Stąporków

Vesnické:
- Fałków
- Ruda Maleniecka
- Słupia Konecka
- Smyków

## Města
- Gowarczów
- Końskie
- Radoszyce
- Stąporków

## Sousední okresy
| Růžice kompasu | Opoczno  | Przysucha     | Szydłowiec | Růžice kompasu |
| Růžice kompasu | Radomsko | Sever         | Skarżysko  | Růžice kompasu |
| Růžice kompasu | Radomsko | Okres Końskie | Skarżysko  | Růžice kompasu |
| Růžice kompasu | Radomsko | Jih           | Skarżysko  | Růžice kompasu |
| Růžice kompasu |          | Włoszczowa    | Kielce     | Růžice kompasu |